# Théo Pourchaire
Théo Jérôme Julien Pourchaire (Grasse, 2003. augusztus 20. –) francia autóversenyző, a 2019-es ADAC Formula–4-es bajnokság győztese és Sauber Junior Team tagja. A 2023-as FIA Formula–2 bajnokság győztese.

## Pályafutása

### Gokart
A Grasse városában született Pourchaire két és féléves korában kezdett gokartozni, versenyeken pedig hétévesen indult először. Az ezt követő években több hazai és nemzetközi bajnokságban is indult, a német gokart-bajnokságban bronzérmet is szerzett.

### Formulaautózás

#### Formula–4
2018-ban versenyzett először együléses formulaautóval, ekkor a francia Formula–4-es bajnokságban indult. Életkora miatt hivatalosan nem vehetett részt a bajnoki címért zajló küzdelemben, azonban így is futamgyőzelmet szerzett Spa-Francorchampsban, a korosztályos bajnokságot pedig tizenhat győzelmet és 408,5 pontot gyűjtve fölényesen nyerte meg.
A következő évben a US Racing színeiben a Németországban futó ADAC Formula–4-ben indult. A szezon során négy alkalommal nyert versenyt, összesen pedig tizenkétszer állhatott fel a dobogóra, az utolsó Sachsenringen rendezett fordulóban pedig megszerezte a bajnoki címet, megelőzve a Red Bull Junior Team támogatásával versenyző Dennis Haugert.

#### Formula–3
2019 októberében az FIA Formula–3 bajnokság szezon végi tesztjén a Carlin és az ART Grand Prix is lehetőséget adott neki, hogy vezethesse a csapat autóját. Két hónappal később utóbbi csapat szerződtette a 2020-as szezonra.
A koronavírus-járvány miatt csak 2020 júniusában kezdődő idény első, ausztriai hétvégéjén a sprintfutamot, míg a második hétvégén, a Hungaroringen a főfutamot nyerte meg, mindkettőt csupán 16 évesen. Augusztus 9-én a második brit forduló sprintfutamán a verseny vége felé több autót is maga mögött tartott, többször elég erős védekezés közben, az utolsó kanyarban Liam Lawson megpróbálta megelőzni, de kisodródott, így végül megőrizte a harmadik helyét és ezzel harmadik dobogóját szerezte a bajnokságban. Ezt követően többször is pódiumra állhatott. Az utolsó 4 versenyen egyaránt a legjobbak közt zárt. A legutolsó, idényzáró mugellói sprintfutamon megnőttek a bajnoki címért folytatott küzdelemben az esélyei, miután az egyik éllovas, Logan Sargeant kiesett. Végül azonban a 2. helyen zárt az összetettben a mezőny legfiatalabb tagjaként, 161 ponttal.

#### Formula–2
2020
2020. október 14-én bejelentették, hogy ő veszi át  Jake Hughes helyét az FIA Formula–2 bajnokság bahreini dupla fordulóira a BWT HWA Racelab csapatánál, amivel a sorozat történetének legfiatalabb versenyzője lett a maga 17 évével. November 29-én a bahreini sprintfutamon a 6. körben meghibásodott az autójában a tűzoltó berendezés, így ki kellett állnia.
2021
2021. január 25-én az ART Grand Prix bejelentette, hogy a fiatal versenyző a csapat színeiben fog menni a teljes 2021-es évadban. A májusban rendezett monacói hétvégén pole-pozícióból rajtolva megnyerte a főfutamot, ezzel a Formula–2 és a jogelőd GP2 történetének legfiatalabb futamgyőztese lett. Június 6-án, az azerbajdzsáni főversenyen a rajt utáni első kanyarokban Dan Ticktum nekiment, aminek következtében Pourchaire kilökte Marcus Armstrongot. A francia nem tudta folytatni a futamot és a bukótérben állt félre. Később egyik közösségi oldalán jelentette be, hogy az ütközéskor eltörte a csuklóját. A soron következő brit nagydíjra felépült, így nem kellett kihagynia fordulót. Olaszországban, Monzában az első sprintfutamon 6 körrel a leintés előtt előzte meg Jüri Vipset, így második győzelmét szerezte. Az orosz nagydíj főversenyén a 2. helyen ért célba Oscar Piastri mögött. December 5-én a vadonatúj dzsiddai utcai pályán, a rajtnál a 3. helyről lefulladt az autója, amelybe a mezőny végéről induló Enzo Fittipaldi nagy sebességgel belecsapódott. Kórházba szállították, ahol elmondta, hogy nem szenvedett sérüléseket.
2022
2022-ben is maradt az ART csapat színeiben. Bahreinben, a főversenyen azonnal megszerezte a győzelmet Liam Lawson előtt. Miután a két dzsiddai versenyen nem szerzett pontot, illetve kiesett, Imolában a második felvonáson ismét diadalmaskodott. Monte Carlo-ban Felipe Drugovich mögött a második helyen végzett egy nagy csata után. Silverstone-ban is második lett Logan Sargeant mögött. A Hungaroringen is fő versenyt nyert Enzo Fittipaldi és Ivasza Ajumu előtt. A szezon utolsó versenyein kevés pontot szerzett, és ezért is csak a 2. helyen végzett a bajnokságban Felipe Drugovich mögött.
2023

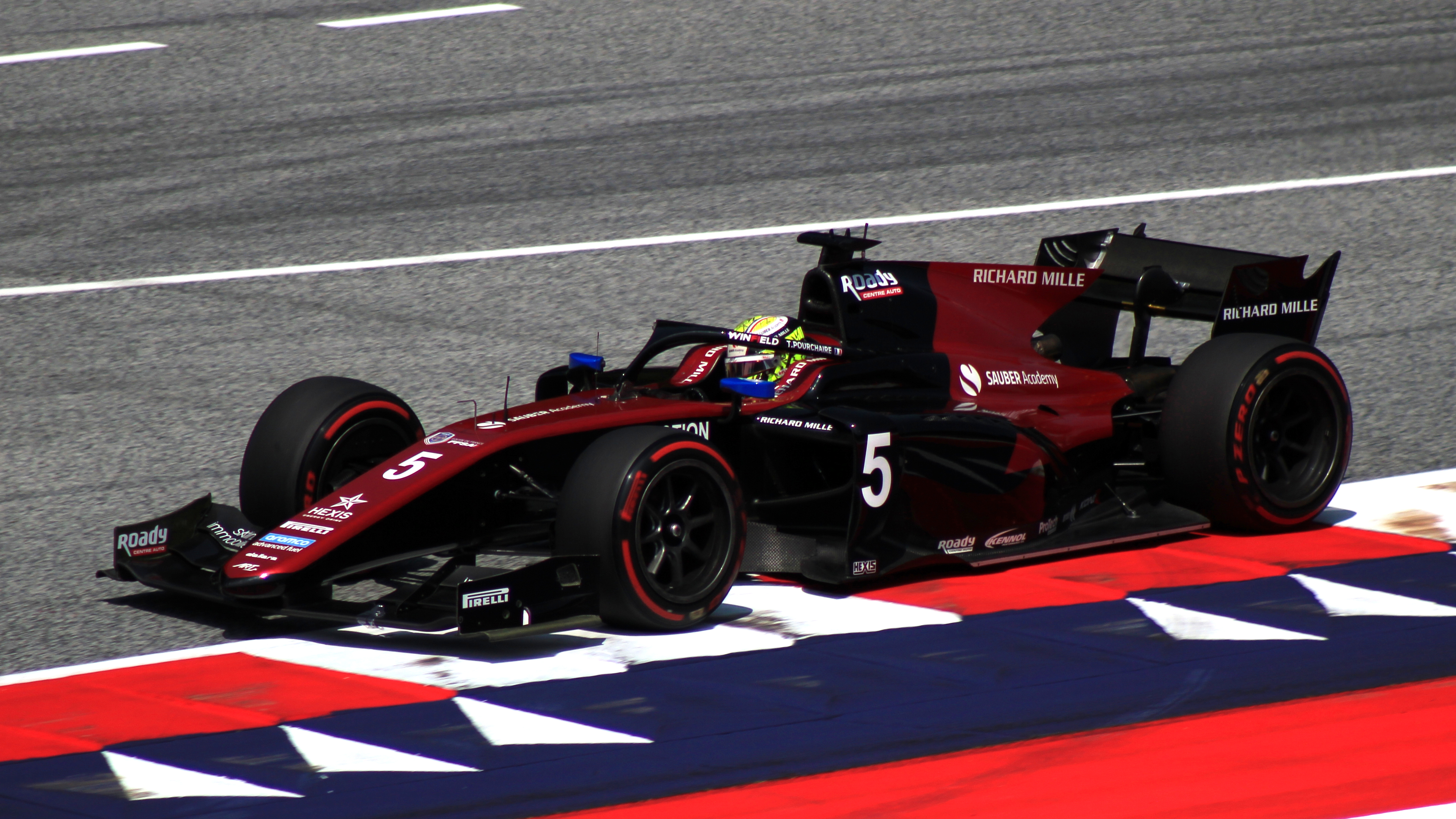
Pourchaire a 2023-as osztrák nagydíjon.

2023. január 19-én kiderült, hogy 2023-ra is megtartotta az ART. A nyitányon uralta a kvalifikációt és a szezon első fő versenyét is Bahreinben. Dzsidában újfent rosszul teljesített, illetve különböző problémák is hátráltatták. A naptár új helyszínén, az ausztráliai Melbourne-ben második helyen végzett Ivasza mögött. Bakuban a vasárnapi napon bronzérmes lett Oliver Bearman és Enzo Fittipaldi mögött. A silverstone-i és a spái versenyeken elért eredményei után visszatért a tabella élére. Zandvoortban pontokat nem tudott szerezni, majd Monzában pole-ból indulva és a leggyorsabb kört megfutva, harmadik lett. Az utolsó fordulóban, abu-dzabiban az ötödik helyen intették le, amivel a dán Frederik Vesti előtt, nagy csatában a végső sikerért, a sorozat bajnoka lett 203 ponttal.

### Formula–1
A US Racing-CHRS-sel való együttműködésével a Sauber Junior Team tagjává vált, amely együttműködést 2020 júniusában meghosszabbítottak. 2021 augusztusában lehetősége volt tesztelni az Alfa Romeo Racing C38-as versenyautót a Hungaroringen. Legjobb köre egy 1:19,2 volt. A teszten Mahaveer Raghunathan is részt vett, akinél közel 2 másodperccel gyorsabb volt.
A 2022-es szezonban hivatalosan is az Alfa Romeo tesztpilótája lett és részt vett egy pénteki szabadedzésen a 2022-es USA nagydíjon, Austinban. Itt derült ki, hogy 2023-ra a csapat tartalékpilótája lesz. Pourchaire a szezon utáni teszteken is részt vett abu-dzabiban.
A 2023-as szingapúri nagydíj előtt az Alfa Romeo bejelentette, hogy Pourchaire marad tartalékversenyző 2024-ben is, mivel Valtteri Bottast és Csou Kuan-jüt megtartották. Részt vett a 2023-as mexikóvárosi hétvége első szabadedzésén, ahol azonban nem sikerült versenyképes köridőt beállítania egy brake-by-wire rendszer hiba miatt. Abu-dzabiban az első edzésen is autóba ült, majd a szezon utáni fiatalok tesztjén is körözhetett. Itt a 11. helyen zárt.

### Super Formula
2022. december 7–8. között a japán Super Formula bajnokságban tesztelt volna a Kondo Racing csapatával a Suzuka Circuiten, de később ezt lemondták.
Első tesztjére végül a következő év december 6–8-án került sor a Team Impul alkalmazásában. Nem sokkal később, 2023. december 12-én a Team Impul bejelentette Pourchaire leigazolását a 2024-es évadra. A szezon első versenyén, Suzukában a 18. helyen végzett egy kicsúszás következtében. Ezután teljesen visszalépett a bajnokságtól, hogy részt vegyen a 2024-es IndyCar sorozatban az Arrow McLarennel. A brit Ben Barnicoat váltotta a szezon következő fordulójában, az Autopolison.

### IndyCar
2024. április 18-án Pourchaire a 2024-es IndyCar-szezon Long Beach-i futamán lehetőséget kapott, hogy a szezon előtt megsérült David Malukast helyettesítse az Arrow McLarenben. A  #6-os számú Chevrolet-ben a futamon 11 pozíciót javított az indulási helyéhez képest és végül a 11. helyen végzett. Továbbra is Malukast helyettesítette a Barber Motorsports Parkban, ahol az Arrow McLaren felbontotta eredeti versenyzője szerződését, mivel felépülési ideje több időt vett igénybe. Néhány nappal később Pourchaire aláírt a szezon hátralévő részére, kivéve az Indianapolis 500-ra, lemondva a Super Formulával kapcsolatos kötelezettségeiről. Detroitban a két futamon a 7. és a 10. helyen végzett, annak ellenére, hogy büntetést kapott az Agustín Canapinóval való érintkezésért. A versenyt követően az argentin Canapino szurkolói felől sértő üzeneteket és halálos fenyegetést is kapott, amelyet az IndyCar vezetősége, az Arrow McLaren és Canapino csapata, a Juncos Hollinger Racing is elítélt.
2024 júniusában, alig három nappal a Laguna Seca-i forduló kezdete előtt a McLaren váratlanul bejelentette, hogy Pourchaire azonnali hatályal távozik a csapattól, helyét Nolan Siegel vette át, akivel több évre állapodott meg az alakulat. Július 19-én, meglepő módon visszahívták az egyetlen USA-n kívüli fordulóba, a kanadai Torontóban, hogy a lesérült Alexander Rossit helyettesítse.

## Eredményei

### Karrier összefoglaló
| Szezon | Bajnokság                                   | Csapat                    | Verseny           | Győzelem          | Pole              | Leggyorsabb kör   | Dobogós helyezés  | Pont              | Helyezés          |
| ------ | ------------------------------------------- | ------------------------- | ----------------- | ----------------- | ----------------- | ----------------- | ----------------- | ----------------- | ----------------- |
| 2018   | Francia Formula–4-bajnokság                 | FFSA Academy              | 10                | 1                 | 0                 | 1                 | 4                 | 0                 | HN                |
| 2018   | Francia Formula–4-bajnokság Újonc kategória | FFSA Academy              | 21                | 16                | 0                 | 1                 | 20                | 408,5             | 1.                |
| 2019   | ADAC Formula–4-bajnokság                    | US Racing-CHRS            | 20                | 4                 | 6                 | 1                 | 12                | 258               | 1.                |
| 2020   | Formula–3                                   | ART Grand Prix            | 18                | 2                 | 0                 | 2                 | 8                 | 161               | 2.                |
| 2020   | Formula–2                                   | HWA Racelab               | 4                 | 0                 | 0                 | 0                 | 0                 | 0                 | 26.               |
| 2021   | Formula–2                                   | ART Grand Prix            | 23                | 2                 | 1                 | 3                 | 3                 | 140               | 5.                |
| 2022   | Formula–2                                   | ART Grand Prix            | 28                | 3                 | 0                 | 0                 | 7                 | 164               | 2.                |
| 2022   | Formula–1                                   | Alfa Romeo                | Tesztversenyző    | Tesztversenyző    | Tesztversenyző    | Tesztversenyző    | Tesztversenyző    | Tesztversenyző    | Tesztversenyző    |
| 2023   | Formula–2                                   | ART Grand Prix            | 26                | 1                 | 2                 | 2                 | 10                | 203               | 1.                |
| 2023   | Formula–1                                   | Alfa Romeo                | Tartalékversenyző | Tartalékversenyző | Tartalékversenyző | Tartalékversenyző | Tartalékversenyző | Tartalékversenyző | Tartalékversenyző |
| 2024   | IndyCar                                     | Arrow McLaren             | 6                 | 0                 | 0                 | 0                 | 0                 | 91                | 28.*              |
| 2024   | Super Formula                               | Team Impul                | 1                 | 0                 | 0                 | 0                 | 0                 | 0                 | 21.               |
| 2024   | Formula–1                                   | Stake F1 Team Kick Sauber | Tartalékversenyző | Tartalékversenyző | Tartalékversenyző | Tartalékversenyző | Tartalékversenyző | Tartalékversenyző | Tartalékversenyző |

* A szezon jelenleg is zajlik.

### Teljes FIA Formula–3-as eredménysorozata
(Táblázat értelmezése)

(Félkövér: pole-pozícióból indult; dőlt: leggyorsabb kört futott) 

| Év   | Csapat         | 1           | 2           | 3           | 4          | 5         | 6         | 7           | 8          | 9          | 10         | 11        | 12        | 13        | 14        | 15        | 16        | 17        | 18        | Helyezés | Pont |
| ---- | -------------- | ----------- | ----------- | ----------- | ---------- | --------- | --------- | ----------- | ---------- | ---------- | ---------- | --------- | --------- | --------- | --------- | --------- | --------- | --------- | --------- | -------- | ---- |
| 2020 | ART Grand Prix | AUT1 FEA 13 | AUT1 SPR 26 | AUT2 FEA 9‡ | AUT2 SPR 1 | HUN FEA 1 | HUN SPR 6 | GBR1 FEA 12 | GBR1 SPR 8 | GBR2 FEA 6 | GBR2 SPR 3 | ESP FEA 7 | ESP SPR 6 | BEL FEA 2 | BEL SPR 5 | ITA FEA 2 | ITA SPR 2 | MUG FEA 3 | MUG SPR 3 | 2.       | 161  |

‡ A versenyt félbeszakították, és mivel nem teljesítették a táv 75%-át, így csak a pontok felét kapta meg.

### Teljes FIA Formula–2-es eredménysorozata
(Táblázat értelmezése)

(Félkövér: pole-pozícióból indult; dőlt: leggyorsabb kört futott) 

| Év   | Csapat         | 1          | 2         | 3          | 4          | 5           | 6         | 7           | 8         | 9          | 10        | 11         | 12         | 13         | 14         | 15        | 16         | 17        | 18        | 19         | 20        | 21          | 22          | 23          | 24          | 25         | 26         | 27        | 28          | Helyezés | Pont |
| ---- | -------------- | ---------- | --------- | ---------- | ---------- | ----------- | --------- | ----------- | --------- | ---------- | --------- | ---------- | ---------- | ---------- | ---------- | --------- | ---------- | --------- | --------- | ---------- | --------- | ----------- | ----------- | ----------- | ----------- | ---------- | ---------- | --------- | ----------- | -------- | ---- |
| 2020 | HWA Racelab    | AUT1 FEA   | AUT1 SPR  | AUT2 FEA   | AUT2 SPR   | HUN FEA     | HUN SPR   | GBR1 FEA    | GBR1 SPR  | GBR2 FEA   | GBR2 SPR  | ESP FEA    | ESP SPR    | BEL FEA    | BEL SPR    | ITA FEA   | ITA SPR    | MUG FEA   | MUG SPR   | RUS FEA    | RUS SPR   | BHR1 FEA 18 | BHR1 SPR Ki | BHR2 FEA 18 | BHR2 SPR 21 |            |            |           |             | 26.      | 0    |
| 2021 | ART Grand Prix | BHR SP1 Ki | BHR SP2 6 | BHR FEA 8  | MON SP1 7  | MON SP2 4   | MON FEA 1 | AZE SP1 5   | AZE SP2 9 | AZE FEA Ki | GBR SP1 5 | GBR SP2 10 | GBR FEA 8  | ITA SP1 1  | ITA SP2 10 | ITA FEA 4 | RUS SP1 5  | RUS SP2 T | RUS FEA 2 | KSA SP1 Ki | KSA SP2 6 | KSA FEA Ki  | UAE SP1 7   | UAE SP2 9   | UAE FEA 4   |            |            |           |             | 5.       | 140  |
| 2022 | ART Grand Prix | BHR SPR Ki | BHR FEA 1 | KSA SPR 13 | KSA FEA Ki | IMO SPR 7   | IMO FEA 1 | ESP SPR 5   | ESP FEA 8 | MON SPR 6  | MON FEA 2 | AZE SPR 7  | AZE FEA 11 | GBR SPR 4  | GBR FEA 2  | AUT SPR 2 | AUT FEA 13 | FRA SPR 7 | FRA FEA 2 | HUN SPR 9  | HUN FEA 1 | BEL SPR 6   | BEL FEA Ki  | NED SPR 20  | NED FEA 9   | ITA SPR 17 | ITA FEA Ki | UAE SPR 9 | UAE FEA 19† | 2.       | 164  |
| 2023 | ART Grand Prix | BHR SPR 5  | BHR FEA 1 | KSA SPR Ki | KSA FEA 13 | AUS SPR 18† | AUS FEA 2 | AZE SPR 15† | AZE FEA 3 | MON SPR 8  | MON FEA 2 | ESP SPR 2  | ESP FEA 7  | AUT SPR 14 | AUT FEA 7  | GBR SPR 2 | GBR FEA 3  | HUN SPR 4 | HUN FEA 6 | BEL SPR 2  | BEL FEA 2 | NED SPR 19  | NED FEA Ki  | ITA SPR 4   | ITA FEA 3   | UAE SPR 7  | UAE FEA 5  |           |             | 1.       | 203  |

† A versenyt nem fejezte be, de helyezését értékelték, mert a versenytáv több, mint 90%-át teljesítette.

### Teljes Formula–1-es eredménysorozata
(Táblázat értelmezése)

(Félkövér: pole-pozícióból indult; dőlt: leggyorsabb kört futott) 

| Év   | Csapat     | 1   | 2   | 3   | 4   | 5   | 6   | 7   | 8   | 9   | 10  | 11  | 12  | 13  | 14  | 15  | 16  | 17  | 18  | 19     | 20  | 21  | 22     | Helyezés | Pont |
| ---- | ---------- | --- | --- | --- | --- | --- | --- | --- | --- | --- | --- | --- | --- | --- | --- | --- | --- | --- | --- | ------ | --- | --- | ------ | -------- | ---- |
| 2022 | Alfa Romeo | BHR | SAU | AUS | EMI | MIA | ESP | MON | AZE | CAN | GBR | AUT | FRA | HUN | BEL | NED | ITA | SIN | JPN | USA Tp | MEX | BRA | UAE    | —        | —    |
| 2023 | Alfa Romeo | BHR | SAU | AUS | AZE | MIA | MON | ESP | CAN | AUT | GBR | HUN | BEL | NED | ITA | SIN | JPN | QAT | USA | MEX Tp | BRA | LVS | UAE Tp | —        | —    |

### Teljes Super Formula eredménysorozata
(Táblázat értelmezése)

(Félkövér: pole-pozícióból indult; dőlt: leggyorsabb kört futott) 

| Év   | Csapat                 | 1      | 2   | 3   | 4   | 5   | 6   | 7   | 8   | 9   | Helyezés | Pont |
| ---- | ---------------------- | ------ | --- | --- | --- | --- | --- | --- | --- | --- | -------- | ---- |
| 2024 | Itochu Enex Team Impul | SUZ 18 | AUT | SUG | FUJ | MOT | FUJ | FUJ | SUZ | SUZ | 21.*     | 0*   |

* A szezon jelenleg is zajlik.

### Teljes IndyCar eredménysorozata
| Év   | Csapat        | 1   | 2    | 3      | 4      | 5      | 6    | 7      | 8      | 9   | 10  | 11  | 12  | 13     | 14  | 15  | 16  | 17  | 18  | Helyezés | Pont |
| ---- | ------------- | --- | ---- | ------ | ------ | ------ | ---- | ------ | ------ | --- | --- | --- | --- | ------ | --- | --- | --- | --- | --- | -------- | ---- |
| 2024 | Arrow McLaren | STP | TRM2 | LBH 11 | ALA 22 | IMS 17 | INDY | DET 10 | ROA 13 | LAG | MDO | IOW | IOW | TOR 14 | GTW | POR | MIL | MIL | NSH | 28.*     | 91*  |

* A szezon jelenleg is zajlik.